# Антуан Лоран де Жуссьє

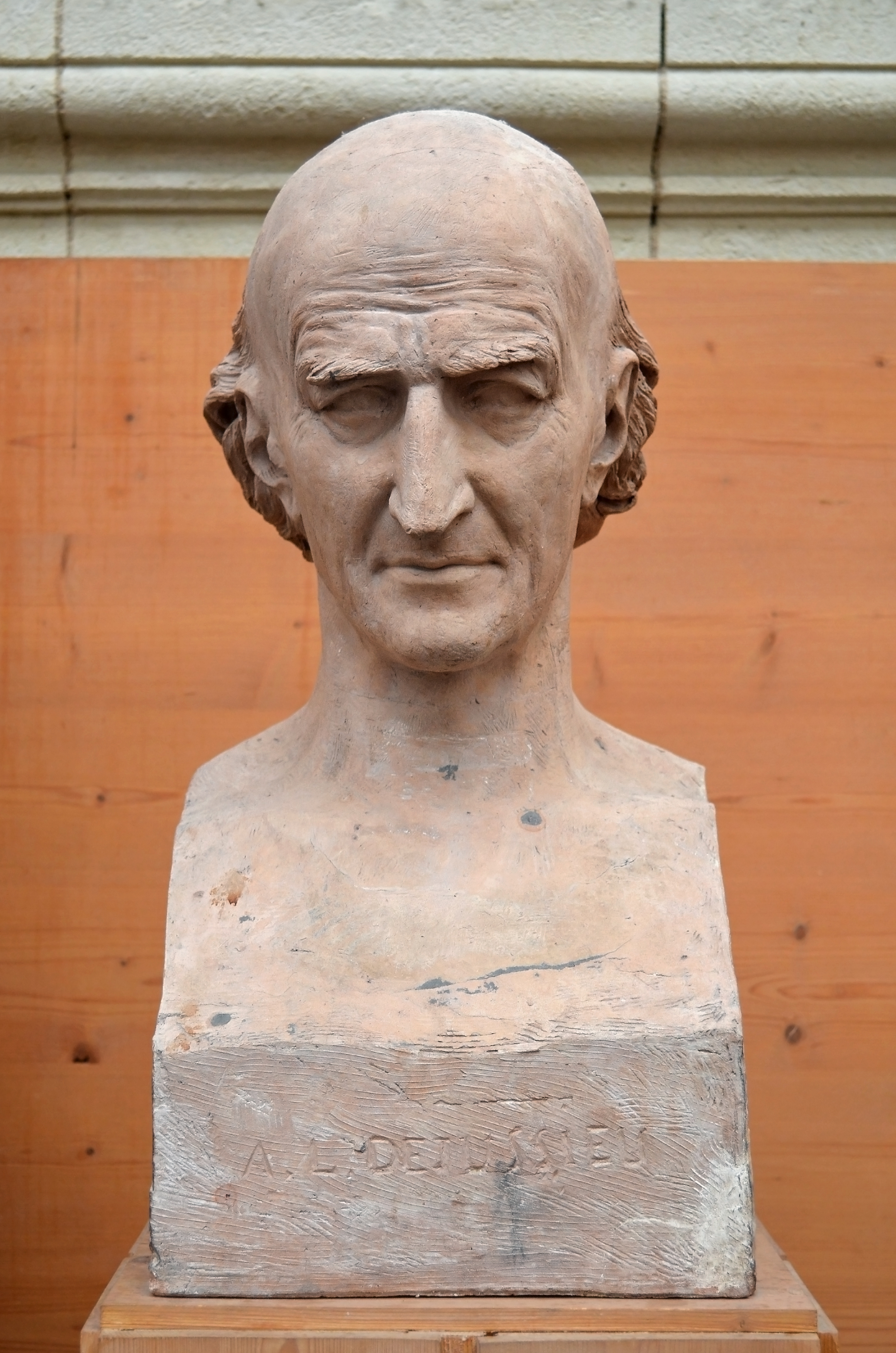
Антуан Лоран де Жюссьё, бюст роботи Давида д'Анже (1837)

Антуан Лоран де Жюссьє (фр. Antoine-Laurent de Jussieu; 12 квітня 1748, Ліон — 17 вересня 1836, Париж) — французький ботанік; творець першої природної системи класифікації рослин (1789), основи якої були закладені його дядьком Бернаром де Жюссьє. Ввів в ботаніку поняття родини.

## Біографія
Син Кристофа, племінник Антуана, Бернара та Жозефа де Жюссьє, батько Адрієна Анрі Лорана де Жюссьє.
Працюючи професором ботаніки у Королівському ботанічному саду, став розвивати теорію класифікації рослин свого дядька, Бернара Жюссьє, звертаючи увагу на характерні особливості рослин.
Система класифікації рослин була представлена Антуаном до Академії наук у 1773—1777 роках, видана під заголовком «Genera plantarum secundum ordines naturales disposita, juxta methodum in Horto Regio Parisiensi exaratum, anno 1774» (Париж, 1789, in 8°(лат.)) та становить цілу епоху у історії ботаніки. Рослини у системі Антуана Жюссьє розташовані у вигляді висхідної драбини, починаючи з водоростей та грибів та закінчуючи квітковими рослинами.
Член Французької академії наук з 1782 року.
У 1788 році він був обраний іноземним членом Шведської королівської академії наук.
З 1789 до 1824 року Антуан де Жюссьє намагався вдосконалити свою систему цілою серією доповнень; він вважав, що родини можна описувати як види та що слід звертати увагу на характерні риси органів рослин, підпорядковуючи одні іншим, дивлячись по групі аналізованих рослин. Ідея підпорядкування груп відрізняє систему Жюссьє від систем його сучасників і попередників. Однак його система була сприйнята далеко не всіма. Також Антуан де Жюссьє вважав біологічні види незмінними.
У 1794 році був призначений директором нового Національного музею природознавства.
Жюссьє опублікував багато робіт, що стосуються різних родин рослин, а також важливу працю під назвою «Principe de la méthode naturelle des végetaux» (Париж, 1824).

## Наукові праці
- Genera plantarum secundum ordines naturales disposita [Архівовано 30 травня 2015 у Wayback Machine.], 1788 (лат.)